# 梁文玕
梁文玕（越南语：／；1854年—1927年），字溫如（越南语：／），號山老（越南语：／），是越南在法国殖民时期的一位独立运动家、教育家、作家。
嗣德七年（1854年），梁文玕出生在河內省常信府上福縣古賢總蕊溪社（今属河内市常信縣蕊溪社）。嗣德二十七年（1874年），他參加乡试，考中河內場舉人。
成泰十九年（1907年3月），梁文玕与阮權等人一起创办了东京义塾。他们认为儒家思想已经老旧过时，应该放弃，并且向日本和西方国家学习新思想。他也认为国语字简单易学，支持废除喃字，改用国语字来书写越南语。

## 著作
- 《國事犯歷史》
- 《幼學叢談》
- 《家訓》
- 《杏壇類語》
- 《諏書類語》
- 《漢字捷徑》
- 《漢字國音》
- 《梁家族譜》
- 《今古格言》
- 《商學箴言》
- 《大越地輿》，國語字書籍，啟定十年（1925年）出版。

## 家庭
梁文玕共有四個兒子，長子梁竹潭是《南國地輿誌》作者，次子是太原起义领导者之一的梁玉眷。